# Кристиан IX
Кристиан IX (дат. Christian 9.; 8 апреля 1818[…], Замок Готторп, Шлезвиг — 29 января 1906[…], Амалиенборг, Копенгаген, Дания) — король Дании с 1863 года, первый представитель династии Глюксбургов на датском престоле, прославившийся во времена «прекрасной эпохи» как свойственник многих монарших домов Европы — так называемый «тесть Европы».

## Детство, образование и воспитание
Принц Кристиан родился 8 апреля 1818 года в замке Готторп, недалеко от города Шлезвиг в герцогстве Шлезвиг. Он был четвёртым сыном Фридриха Вильгельма, герцога Шлезвиг-Гольштейн-Зондербург-Бекского и Луизы Каролины, принцессы Гессен-Кассельской. В 1825 году король Дании Фредерик VI назначил его отца герцогом Шлезвиг-Гольштейн-Зондербург-Глюксбургским. После ранней смерти отца в 1831 году принц Кристиан переехал в Копенгаген, чтобы получить офицерское образование.

## Объявление наследником

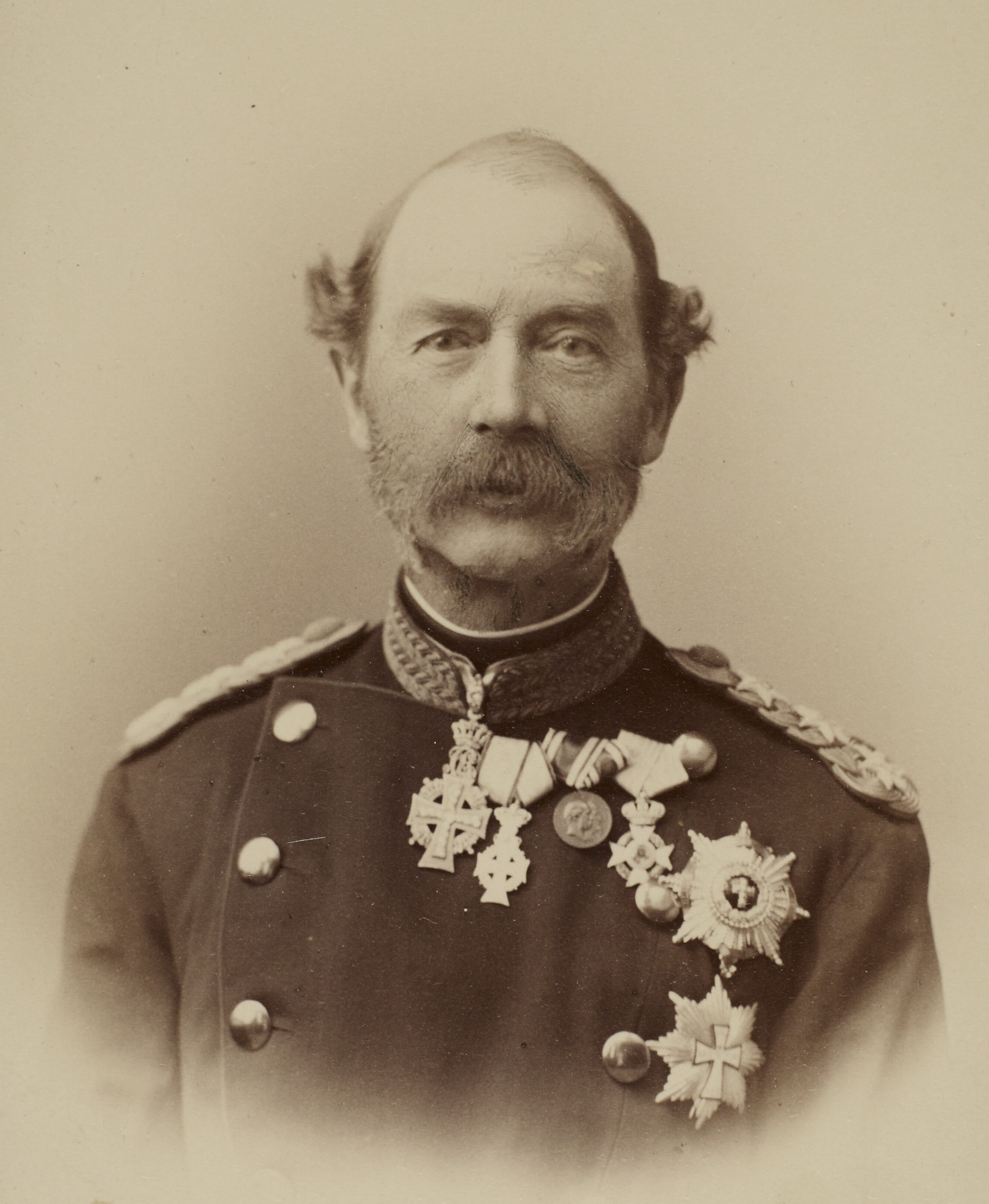
Датский король Кристиан IX

2 ригсдалера 1863 г. — датская памятная монета по поводу смерти короля Фредерика VII и восшествия на престол Кристиана IX

В 1848 году король Кристиан VIII скончался. На престол вступил его единственный сын Фредерик VII. Новый король был женат дважды, но потомков не имел. В стране возник кризис преемственности престола. Фредерик был королём Дании и герцогом Шлезвиг-Гольштейна. В последнем действовал Салический закон, не дающий женщинам права вступать на престол. В Дании такого закона не было. В этом же году Пруссия при поддержке немецкоязычного населения Шлезвиг-Гольштейна вторглась на его территорию, начав Датско-прусскую войну. Итогом конфликта стало поражение Пруссии. В 1852 году, уже после завершения военных действий, великими державами была созвана конференция в Лондоне, где главной темой было утверждение статуса герцогства и порядок наследования датского престола после смерти Фредерика VII. На конференции Россия, Франция, Великобритания, Пруссия, Австрия и Швеция приняли решение, что принц Кристиан Шлезвиг-Гольштейн-Зондербург-Глюксбургский станет новым королём Дании и всех прочих владений короля Фредерика после смерти последнего. Кристиан жил в Дании с 13 лет, служил в датской армии и считался доверенным лицом королей Фредерика VI и Кристиана VIII, что, несомненно, сыграло в его пользу. Решение было закреплено в документе, подписанном 8 мая 1852 года. Кристиан, таким образом, обошёл других претендентов на престол, включая свою жену, её брата и их мать. 
Кристиану был пожалован титул принца Датского и отдан в пользование ещё один дворец Бернсторф, где супруги с детьми жили в тёплое время года. Семья продолжала вести скромный образ жизни и очень редко бывать при королевском дворе. Кристиан и Луиза имели прохладные отношения с королём из-за неодобрения его третьего морганатического брака с актрисой Луизой Расмуссен, получившей титул графини Даннер.

## Правление

### Внешняя политика
Вступив на престол в 1863, Кристиан IX практически сразу же оказался втянут в борьбу с Пруссией из-за проблемы наследования герцогства Шлезвиг-Гольштейн, закончившуюся датско-прусской войной в 1864. Так как Кристиан не был наследником прежних датских королей по мужской линии, он не мог унаследовать Шлезвиг-Гольштейн по салическому закону. Пруссия (и шлезвигские немцы) выставили против Дании немецкого наследника герцогства — Фридриха Августенбургского, впоследствии тестя Вильгельма II (отца императрицы Августы Виктории). По итогам войны Дания утратила как Шлезвиг, так и Гольштейн; последнее не было обговорено Пруссией с её союзницей Австрией и привело уже к австро-прусской войне 1866 года. Кристиан в дальнейшем сохранял отрицательные чувства к выросшей в результате этих войн Германской империи. В 1891 году посетил Россию.

### Внутренняя политика
Кристиан был консерватором, неохотно шедшим на парламентские реформы. К концу правления он дал автономию Исландии и демократизировал состав Фолькетинга. В 1891 были введены пенсии по возрасту, в 1892 — пособия по безработице.

## Родственные связи

Король Дании Кристиан IX и королева Дании Луиза

2 кроны 1892 г. — датская памятная монета по поводу золотой свадьбы короля Кристиана IX и королевы Луизы

С 1842 года Кристиан был женат на Луизе Гессен-Кассельской (1817—1898), племяннице короля Кристиана VIII. Супруги имели шестерых детей:
- принц Кристиа́н Фредери́к Вильге́льм Карл (03.06.1843—14.05.1912) — король Дании Фредерик VIII с 1906 по 1912; был женат на принцессе Луи́зе Шведской и Норвежской, дочери короля Карла XV и Луизы Нидерландской, с которой имел в браке восьмерых детей, включая короля Дании Кристиана X и короля Норвегии Хокона VII;
- принцесса Алекса́ндра Кароли́на Мари́я Шарло́тта Луи́за Ю́лия (01.12.1844—20.11.1925) — замужем за королём Великобритании и императором Индии Эдуа́рдом VII, сыном принца-консорта Альберта Саксен-Кобург-Готского и королевы Виктории, имели трёх сыновей и трёх дочерей, включая короля Великобритании Георга V и королеву Норвегии Мод;
- принц Кристиа́н Вильге́льм Фердина́нд Адо́льф Гео́рг (24.12.1845—18.03.1913) — король Греции Георг I в 1863—1913 годах, был женат на великой княжне О́льге Константи́новне, дочери великого князя Константина Николаевича и Александры Иосифовны, имели в браке пять сыновей и три дочери, включая короля Константина I и свёкра Елизаветы II;
- принцесса Мари́я Софи́я Фредери́ка Дагма́ра (26.11.1847—13.10.1928) — замужем за Российским императором Алекса́ндром III, сыном императора Александра II и Марии Александровны, приняла имя Мария Фёдоровна; в браке родилось четверо сыновей и две дочери, а первенцем был Император Николай II;
- принцесса Ти́ра Ама́лия Кароли́на Шарло́тта А́нна (29.09.1853—26.02.1933) — замужем за принцем Ганноверским Э́рнстом Авгу́стом II, сыном короля Ганновера Георга V и Марии Саксен-Альтенбургской, имели трёх сыновей и трёх дочерей;
- принц Вальдема́р (27.10.1858—14.01.1939) — был женат на Мари́и Орлеа́нской, дочери Роберта, герцога Шартрского и Франсуазы Орлеанской, имели четырёх сыновей и дочь.

Король Кристиан находился в тесных родственных связях с королевскими домами Европы. Он был отцом двух королей — своего преемника Фредерика VIII и короля Греции Георга I, британской королевы Александры, жены Эдуарда VII, и российской императрицы Марии Фёдоровны, жены Александра III.
Кристиан приходился, таким образом, дедом Николаю II, который называл его в своём дневнике Апапа́ («Дедушка», французское детское слово). Среди других внуков Кристиана — Константин I Греческий, Георг V Великобританский, Хокон VII Норвежский. Этот невероятный успех потомства Кристиана и Луизы — «тестя» и «тёщи Европы», как их называли — связывают не с талантами короля, а с династическими амбициями его жены.
Сейчас большинство монархов Европы являются прямыми потомками Кристиана IX.
4 августа 1844 года был награждён орденом Св. Андрея Первозванного.

## Воинские звания
- генерал (11.11.1863, Дания)
- генерал-полковник (15.11.1903, Пруссия)